# Филлипс, Джулия
Джу́лия Фи́ллипс (в девичестве — Ми́ллер) (англ. Julia Phillips (Miller); 7 апреля 1944[…], Нью-Йорк, Нью-Йорк — 1 января 2002[…], Уэст-Голливуд, Калифорния) — американская писательница и кинопродюсер, первая женщина, получившая «Оскар» за «Лучший фильм».

## Биография
Джулия Миллер родилась 7 апреля 1944 года в Нью-Йорке. Её отец был учёным, занимавшимся Манхэттенским проектом, а её мать была писательницей. Брат — Мэттью. Выросла в Бруклине, Нью-Йорке и Милуоки. В 1965 году она окончила Mount Holyoke College, получив степень бакалавра искусств. Там она познакомилась со своим будущим мужем, Майклом Филлипсом (брак с 1966 по 1974 год, развод), родила от него дочь Кейт. Филлипсы стали первой супружеской парой, получившей «Оскар» в один год, да и ещё и в одной номинации.
Джулия Филлипс начала работу редактором в различных журналах, позднее перешла в область киноиндустрии.
После трёх удачных фильмов («Афера», «Таксист» и «Близкие контакты третьей степени») Филлипс подверглась обвинению в некомпетентности со стороны известного французского режиссёра и актёра Франсуа Трюффо.
Джулия Филлипс скончалась от рака 1 января 2002 года на 58-м году жизни. Похоронена на кладбище Hillside Memorial Park Cemetery в городе Калвер-Сити (Калифорния).

### Как писательница
Джулия Филлипс употребляла наркотики и злоупотребляла алкоголем, в чём призналась в своей автобиографической книге You'll Never Eat Lunch in This Town Again (1991). Именно пристрастие к кокаину стало причиной того, что её уволили с работы над «Контактами…» на стадии постпродакшн. Книга стала бестселлером, находилась на вершине списка бестселлеров по версии The New York Times, но сама Филлипс при этом подверглась жёсткой обструкции со стороны коллег по цеху за то, что она вскрыла неприглядные секреты Голливуда: известные кино-персоны и наркотики, «на экран через диван», приглашение на групповой секс, совмещённый с инцестом и педофилией, от актёра Уоррена Битти и т. п.
В 1995 году в свет выходит вторая книга Филлипс Driving Under the Affluence, в которой описывалось влияние публикации её первой книги на её жизнь. 

В 2000 году Филлипс выступила соавтором книги писателя Мэтта Драджа Drudge Manifesto.

## Фильмография
- 1973 — Стильярд блюз / англ. Steelyard Blues — продюсер
- 1973 — Афера / The Sting — продюсер
- 1976 — Таксист / Taxi Driver — продюсер
- 1976 — Большой автобус / англ. The Big Bus — исполнительный продюсер
- 1977 — Нью-Йорк, Нью-Йорк / New York, New York — актриса (женщина, флиртующая с Джимми; в титрах не указана)
- 1977 — Близкие контакты третьей степени / Close Encounters of the Third Kind — продюсер
- 1988 — Ритм / The Beat — продюсер
- 1988 — Допинг / англ. The Boost — исполнительный продюсер (в титрах не указана)
- 1991 — Не говори маме, что няня умерла / Don't Tell Mom the Babysitter's Dead — продюсер

## Награды и номинации[12]
- 1974 — Афера — Оскар за «Лучший фильм» — победа.
- 1977 — Таксист — Оскар за «Лучший фильм» — номинация.
- 1978 — Близкие контакты третьей степени — Давид ди Донателло (Италия) за «Лучший фильм на иностранном языке» — победа.